# Oloví
Oloví település Csehországban, a Sokolovi járásban. Oloví Jindřichovice, Dolní Nivy, Rotava, Krajková és Kraslice településekkel határos. Lakosainak száma 1641 fő (2024. január 1.).

## Népesség
A település lakosságának változását az alábbi diagram mutatja:
| Lakosok száma | 2177 | 1898 | 3396 | 1684 | 2146 | 1901 | 1742 | 1672 | 1597 | 1641 |
|               | 1869 | 1890 | 1921 | 1950 | 1980 | 2001 | 2017 | 2019 | 2022 | 2024 |